# NRJ 12
NRJ 12 é um canal de televisão generalista francês, pertencente ao grupo NRJ. O canal pode ser visto através da televisão digital terrestre.

## História
Originalmente chamado de "NRJ TV", este projeto de canal de TV foi estacionado pelo NRJ Group por um longo tempo. O grupo não tinha pressa em voltar à televisão após o fracasso de seu primeiro ensaio em 1986, quando se uniu à Publicis, à agência de publicidade Gilbert Gross e à Gaumont para criar o canal de televisão TV6 na televisão analógica terrestre, que Apareceu em fevereiro de 1986 e desapareceu no sábado, 28 de fevereiro de 1987, à meia-noite após o cancelamento pelo governo de Jacques Chirac do contrato de concessão assinado entre o Estado e a cadeia em favor da M6.
Finalmente, Jean-Paul Baudecroux (Presidente do Conselho de Supervisão do Grupo NRJ) e Marc Pallain (Presidente do NRJ 12) inauguraram o NRJ 12 em 31 de março de 2005 às 19:00 horas com a chegada da TDT em residências francesas. O lançamento deste novo canal, irmão da rádio NRJ que existe desde 1981, permite que Jean-Paul Beaudecroux diga que NRJ leva "uma vingança no tempo, um retorno ao futuro ...". Na sua criação em 2005, o canal foi ao ar muitos programas musicais como La tête dans le clip, NRJ Hit 12 Hit Só música, Dedi Hit, Tout pour la musique ... e séries como Couleur Pacifique, Código Lisa, Good Morning Miami, Sarah, Susan ... e mangá como Mortal Kombat.
Desde 2007, o canal puxou as mangas e programas de música em troca de aumentar a produção de suas próprias revistas como Tellement Vrai, Pessoas tellement, tellement Chic ... e sua própria realidade mostra como os programas de Les Anges, L'Ile des Vérités, Allô Nabilla, Friends Trip, Star Academy, etc.
Em 2015, com o objetivo de transformar o canal em um canal mais geral, elimina muitos de seus programas históricos, como revistas e reality shows e alguns de seus apresentadores estrela.
No final de 2015, o diretor de programação foi substituído após o fracasso da implementação dos novos programas: Talk Club, Unique au Monde, L'Academie des 9, Le Labo de Damidot, Dace à França e Mission Plus-value.
Desde julho de 2009, o canal tem um serviço HbbTV.

## Programação
O NRJ 12 é destinado a um público de 11 a 35 anos. Seus programas é um forte foco na empresa de entretenimento, com revistas, programas, documentários, reality shows (dublado), jogos, séries e ficção. Cada sessão de sábado por uma semana, um filme original do Disney Channel é transmitido às 20h35 no Disney Break.

## Denominações de canal
- NRJ TV (projeto em 2004)
- NRJ 12 (desde 31 de março de 2005)

## Organização

### Líderes
Presidente:
- Jean-Paul Baudecroux

Diretor Geral e Diretor de Broadcasts:
- Gérald-Brice Viret (31 de março de 2005 - abril de 2013)[4]
- Christine Lentz (abril de 2013 a outubro de 2013)
- Laurent Fonnet (outubro de 2013 - setembro de 2014)
- Vincent Broussard (2014-2016)
- Guillaume Perrier (desde março de 2016)

Diretor de reality shows:
- Angela Lorente (desde 2016)

### Capital
NRJ 12 é uma sociedade unipessoal com um capital de 40000 e NRJ 12 é um capital SARL au unipessoal de € 40.000, registrado em 28 de dezembro de 1995 e detida a 100% pelo Grupo NRJ.

### Localização
A localização da NRJ12 está localizada na 46 Theophile Gautier Avenue, no 16º arrondissement de Paris.

## Audiências
Segundo a Médiamétrie, o NRJ 12 foi em 2013, a 10ª cadeia mais importante da França. O público começou a diminuir desde 2014, caindo abaixo da barreira de 2% em 2015. Em 2016, o NRJ 12 foi classificado como a 15ª cadeia na França, com 1,7%.
|      | Janeiro | Fevereiro | Março | Abril | Maio  | Junho | Julho | Agosto | Setembro | Outubro | Novembro | Dezembro | Média Anual |
| ---- | ------- | --------- | ----- | ----- | ----- | ----- | ----- | ------ | -------- | ------- | -------- | -------- | ----------- |
| 2005 |         |           |       |       |       |       |       |        |          |         |          |          |             |
| 2006 |         |           |       |       |       |       |       |        |          |         |          |          |             |
| 2007 |         |           |       |       | 0,3 % | 0,4 % | 0,4 % | 0,4 %  | 0,4 %    | 0,5 %   | 0,6 %    | 0,7 %    | 0,4 %**     |
| 2008 | 0,8 %   | 0,9 %     | 0,9 % | 1,0 % | 1,0 % | 1,0 % | 0,9 % | 0,9 %  | 1,0 %    | 1,0 %   | 1,0 %    | 1,1 %    | 1,0 %       |
| 2009 | 1,2 %   | 1,4 %     | 1,3 % | 1,4 % | 1,4 % | 1,5 % | 1,4 % | 1,4 %  | 1,4 %    | 1,6 %   | 1,6 %    | 1,7 %    | 1,5 %       |
| 2010 | 1,6 %   | 1,7 %     | 1,8 % | 2,0 % | 2,1 % | 2,0 % | 1,9 % | 1,8 %  | 1,9 %    | 2,1 %   | 2,0 %    | 1,9 %    | 1,9 %       |
| 2011 | 2,2 %   | 2,2 %     | 2,1 % | 2,4 % | 2,4 % | 2,6 % | 2,4 % | 2,7 %  | 2,4 %    | 2,3 %   | 2,3 %    | 2,2 %    | 2,3 %       |
| 2012 | 2,3 %   | 2,4 %     | 2,3 % | 2,5 % | 2,6 % | 2,7 % | 2,3 % | 2,2 %  | 2,3 %    | 2,1 %   | 2,3 %    | 2,3 %    | 2,4 %       |
| 2013 | 2,3 %   | 2,3 %     | 2,5 % | 2,7 % | 2,5 % | 2,4 % | 1,9 % | 2,2 %  | 1,9 %    | 2,0 %   | 1,9 %    | 1,8 %    | 2,2 %       |
| 2014 | 1,9 %   | 1,8 %     | 2,0 % | 2,3 % | 2,4 % | 2,1 % | 2,0 % | 1,8 %  | 1,7 %    | 1,9 %   | 1,6 %    | 1,6 %    | 1,9 %       |
| 2015 | 1,6 %   | 1,6 %     | 1,8 % | 2,0 % | 2,1 % | 2,0 % | 1,9 % | 1,9 %  | 1,7 %    | 1,6 %   | 1,5 %    | 1,7 %    | 1,8 %       |
| 2016 | 1,7 %   | 1,8 %     | 1,8 % | 2,0 % | 1,9 % | 1,9 % | 1,5 % | 1,5 %  | 1,5 %    | 1,4 %   | 1,4 %    | 1,5 %    | 1,7 %       |
| 2017 | 1,4 %   | 1,7 %     | 1,7 % | 1,8 % | 1,9 % | 1,9 % | 1,6 % | 1,5 %  | 1,5 %    | 1,5 %   | 1,4 %    | 1,4 %    | 1,6 %       |

Fonte: Médiamétrie
Legenda :
Fundo verde : melhor resultado histórico.
Fundo vermelho : pior resultado histórico.